# ساگاریا
ساگاریا (نام علمی: Sagaria)، یک جنس منقرض شده از گیاهان است که در جنوب ایتالیا در دوران آلبین وجود داشته است. نوع گونه نماد آن ساگاریا سیلنتانا است.

## آرایه‌شناسی
این جنس بر اساس یک نمونه منفرد (قسمت و همتای) که از یک نوردهی در کوه‌های آلبرنی (Alburni) نزدیک پتینا، در منطقه کامپانیا بازیابی شده بود، ساخته شد. این محل قبلاً برای فسیل‌های سخت‌پوستان و گیاهان شناخته شده بود. این نام به گردآورنده نمونه، جیووانی ساگاریا اختصاص دارد.